# Eutelsat 25A
Eutelsat 25A – satelita telekomunikacyjny wyniesiony na orbitę 9 października 1998, należący do konsorcjum Eutelsat.
Satelita pierwotnie nazywał się Hot Bird 5, a następnie Eurobird 2. Przez wiele lat Eutelsat dzierżawił go arabskiemu operatorowi Arabsat, który jest z kolei właścicielem satelitów z serii Badr (dawniej Arabsat) i nadał satelicie własne nazwy: Arabsat 2D, a następnie Badr 2. Później satelita został wydzierżawiony innemu arabskiemu operatorowi – Noorsat, który nadał mu nazwę Noorsat 1. Obecną nazwę Eutelsat 25A otrzymał 1 marca 2012 w ramach ujednolicenia nazw satelitów przez Eutelsat.
Został zaprojektowany i zbudowany przez firmy British Aerospace i Matra Marconi Space (obecnie EADS Astrium), w oparciu o platformę Eurostar-2000+. Posiada 22 transpondery dużej mocy (130 W) pracujące w paśmie Ku. Dwa rozkładane panele ogniw słonecznych były w stanie początkowo dostarczyć do 5,5 kW mocy, jednak szybko nastąpiła ich degradacja, wskutek czego generowana moc spadła o około 10% już w roku 1999.
Eutelsat 25A znajduje się na orbicie geostacjonarnej (nad równikiem), na pozycji 25,5 stopnia długości geograficznej wschodniej. Do roku 2006 znajdował się na pozycji 13°E, potem na 26°E.
Obecnie satelita ten nadaje sygnał stacji telewizyjnych i radiowych, dane (dostęp do Internetu) oraz przekazy telewizyjne do odbiorców na Bliskim Wschodzie, a także częściowo w Europie, Afryce Północnej oraz w Azji Środkowej.
Możliwy jest jego odbiór łącznie z pozostałymi satelitami w okolicy 26°E, są to: Badr 4, Badr 5 i Badr 6.